# ファミコンチャンピオン
『ファミコンチャンピオン』は、秋田書店が刊行していたゲーム雑誌。
1986年7月、相次ぐゲーム雑誌創刊ラッシュの中で創刊する。雑誌名に「ファミコン」を冠しながらもセガ・マークIIIや、当時ソフト新規発売が少なくなっていたスーパーカセットビジョンの記事にかなりの分量を割いていたのが特徴的だった。
1989年8月号をもって休刊となった。

## 編集長
1. 阿久津邦彦